# Aron Chmielewski
Aron Chmielewski [výsl. přibližně chmjelefski] (9. říjen 1991 Gdaňsk) je polský lední hokejista. Hraje na postu útočníka.

## Hráčská kariéra
Statistiky Arona Chmielewského
- 2007/2008 Hannover Indians U18
- 2008/2009 Hannover Indians U18, Stoczniowiec Gdańsk
- 2009/2010 Stoczniowiec Gdańsk
- 2010/2011 Stoczniowiec Gdańsk
- 2011/2012 Cracovia Krakow
- 2012/2013 Cracovia Krakow
- 2013/2014 Cracovia Krakow
- 2014/2015 HC Oceláři Třinec ELH, HC AZ Havířov 2010 (1. liga)
- 2015/2016 HC Oceláři Třinec ELH, HC Frýdek-Místek (střídavé starty) 2015/2016 (skupina východ)
- 2016/2017 HC Oceláři Třinec ELH, HC Frýdek-Místek (1. liga)
- 2017/2018 HC Oceláři Třinec ELH, HC Frýdek-Místek (1. liga)
- 2018/2019 HC Oceláři Třinec ELH
- 2019/2020 HC Oceláři Třinec ELH
- 2020/2021 HC Oceláři Třinec ELH
- 2021/2022 HC Oceláři Třinec ELH
- 2022/2023 HC Oceláři Třinec ELH
- 2023/2024 HC Olomouc ELH
- 2024/2025 MHk 32 Liptovský Mikuláš SHL

## Soukromí
Od června 2012 je ženatý s Paulinou Chmielewskou.